# Stefan Glon
Stefan Glon (ur. 2 lipca 1908 w Berlinie, zm. 10 marca 1957 w Żyrardowie) – polski bokser, olimpijczyk.

## Życiorys
Urodził się 2 lipca 1908 w Berlinie, jako syn Jana i Władysławy. Uprawianie boksu rozpoczął w 1922 w klubie Heros Berlin. Po przyjeździe do Poznania został zawodnikiem Wielkopolskiego Klubu Bokserskiego. W latach 1925–1930 występował w barwach Warty Poznań, w 1930 w Legii Warszawa, następnie Warszawianki.
Był trzykrotnym mistrzem Polski: w wadze muszej w 1925 i w wadze koguciej w 1928 i 1929, a w 1931 został wicemistrzem w wadze koguciej. Czterokrotnie w latach 1928 – 1929 wystąpił w meczach reprezentacji Polski, wygrywając 3 walki i 1 przegrywając.
Wystąpił na Igrzyskach Olimpijskich w 1928 w Amsterdamie, w wadze koguciej, ale odpadł w pierwszej walce.

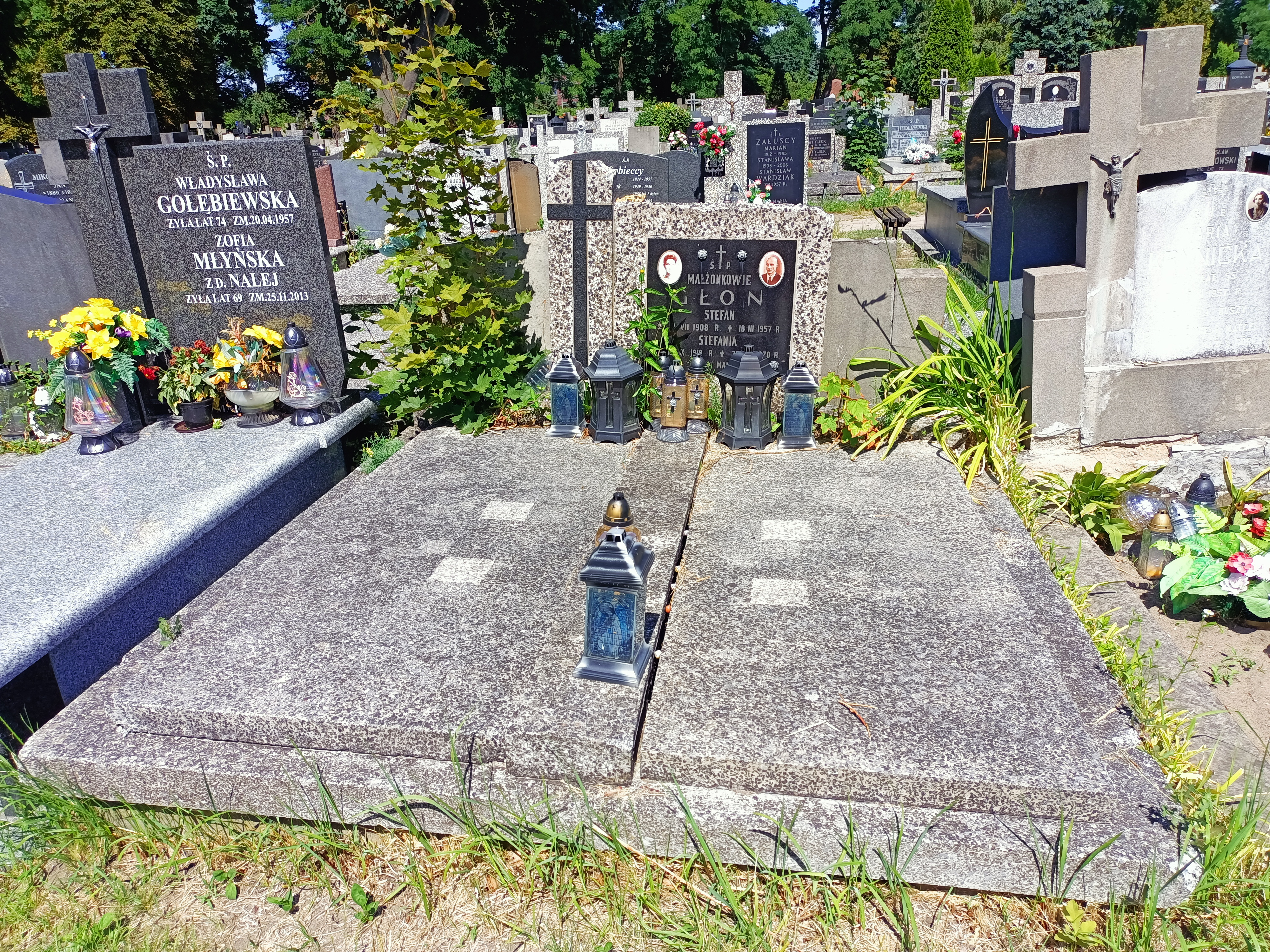
Grób Stefana Głona na cmentarzu w Żyrardowie.

Po zakończeniu kariery został trenerem. Zajmował się pracą organizacyjno szkoleniową w Warcie Poznań i Warszawiance. Był instruktorem sekcji bokserskiej. Po wojnie został trenerem sekcji w klubie Żyrardowianka Żyrardów.
Zmarł 10 marca 1957 w Żyrardowie. Jego nazwisko często pisano jako Stefan Głon.
Został pochowany na Cmentarzu Parafii MP Pocieszenia w Żyrardowie (sektor M, rząd 10, miejsce 32).